# Поопо
Поопо́ (исп. Lago Poopó, айм. Pü Pü Quta, кечуа Puwpu qucha) — пересохшее бессточное солёное озеро в Боливии, примерно в 130 км к югу от города Оруро.
Во время окончания последнего ледникового периода в Андах (около 11—13 тыс. лет назад) Поопо было частью более крупного ледникового озера Бальивьян (исп. Ballivián). Это огромное озеро также включало в себя современные солончаки Салар-де-Койпаса и Салар-де-Уюни, а также озеро Титикака.
Из-за высокого уреза воды в озере (3686 м над уровнем моря), малой глубины (менее 3 метров) и очень сухого регионального климата любое незначительное изменение в количестве осадков в окружающем бассейне сильно влияло на уровень воды. Площадь поверхности озера колебалась от 1100 до 2500 км², что ставило его в один ряд с крупнейшими солёными озёрами Южной Америки. В среднем она составляла около 1340 км². Наибольших размеров в истории наблюдений достигало в 1940-е годы. До 1962 года в озеро напрямую впадала река Десагуадеро — единственная река, вытекающая из озера Титикака. Река течёт через породы, насыщенные солью, поэтому приносила в Поопо солёную воду. Высокие берега озера были сложены известняками каменноугольного периода, а равнинные части — красными песчаниками и конгломератами. Прибрежная часть заросла камышом тотора. Берега были заболочены. Из озера Поопо вытекал единственный ручей (на юге), который течёт на запад и заканчивается на солончаке Салар-де-Койпаса. Поопо было местом отдыха многих перелётных птиц, в том числе фламинго.
Уровень воды в Поопо неизменно падал, что было вызвано многими причинами: в 1962 году река Десагуадеро изменила русло и стала вливать свои воды в озеро Уру-Уру, что уменьшило приток воды в озеро Поопо, падает объём воды в озере Титикака, поэтому количество воды, поступающее в реку Десагуадеро, сокращается. Большое количество воды терялось также из-за сильного испарения и постоянных ветров, в силу чего мелеют как река, так и оба озера.
По состоянию на 10 февраля 2016 года озеро окончательно пересохло.